# لينبيرت جونسون
لينبيرت جونسون (بالإنجليزية: Lynbert Johnson)‏ مواليد 7 سبتمبر 1957 في نيويورك، نيويورك، هو لاعب كرة سلة أمريكي معتزل. بدأ مسيرته الاحترافية في سنة 1979. تم اختياره من قبل فريق غولدن ستايت ووريورز خلال الدرافت. حمل الرقم 21. يبلغ طوله 6 قدم 6 بوصة (2.0 م). اعتزل اللعب في 1980.

## روابط خارجية
- لينبيرت جونسون على موقع إن بي أي (الإنجليزية)
- لينبيرت جونسون على موقع سبورتس رفرنس (الإنجليزية)
- لينبيرت جونسون على موقع كلية كرة السلة في سبورتس رفرنس.كوم (الإنجليزية)
- لينبيرت جونسون على موقع ريلجم (الإنجليزية)
- لينبيرت جونسون على موقع بروبوليرز (الإنجليزية)